# غانمية عيسى (جزيرة مينو)
غانمية عيسى (بالفارسية: غانمیه‌عیسی) هي منطقة سكنية تقع في إيران في قسم جزيرة مينو الريفي. يقدر عدد سكانها بـ 238 نسمة بحسب إحصاء 2016.